# Vaduz
Vaduz, místní výslovnost [fa`dúc], (spisovná výslovnost v češtině [vadus], 2. p. [vaduzu]; je hlavní obec Lichtenštejnska. Leží na pravém břehu Rýna v nadmořské výšce 455 m; má rozlohu 17,3 km² a čítá přibližně 5 700 obyvatel.
Symbolem obce je Vaduzský zámek (dříve středověký hrad) postavený na skále nad obcí. Vaduz nemá městská práva, znak mu byl udělen teprve roku 1932.
Vaduz je také název dnešní obce, dále středověké označení Vaduzského hrabství (Lichtenštejny koupeno 1712, dnes „Dolní země“ - Unterland), které se sloučilo s panstvím Schellenberg (1699, dnes „Horní země“ - Oberland), aby vzniklo knížectví Lichtenštejnské. Patří k němu 5 exkláv (viz mapu).

## Dějiny

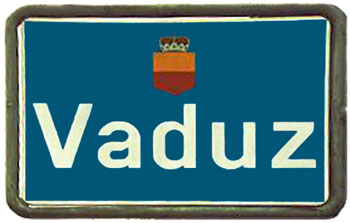
Označení vaduzských ulic

Území obce

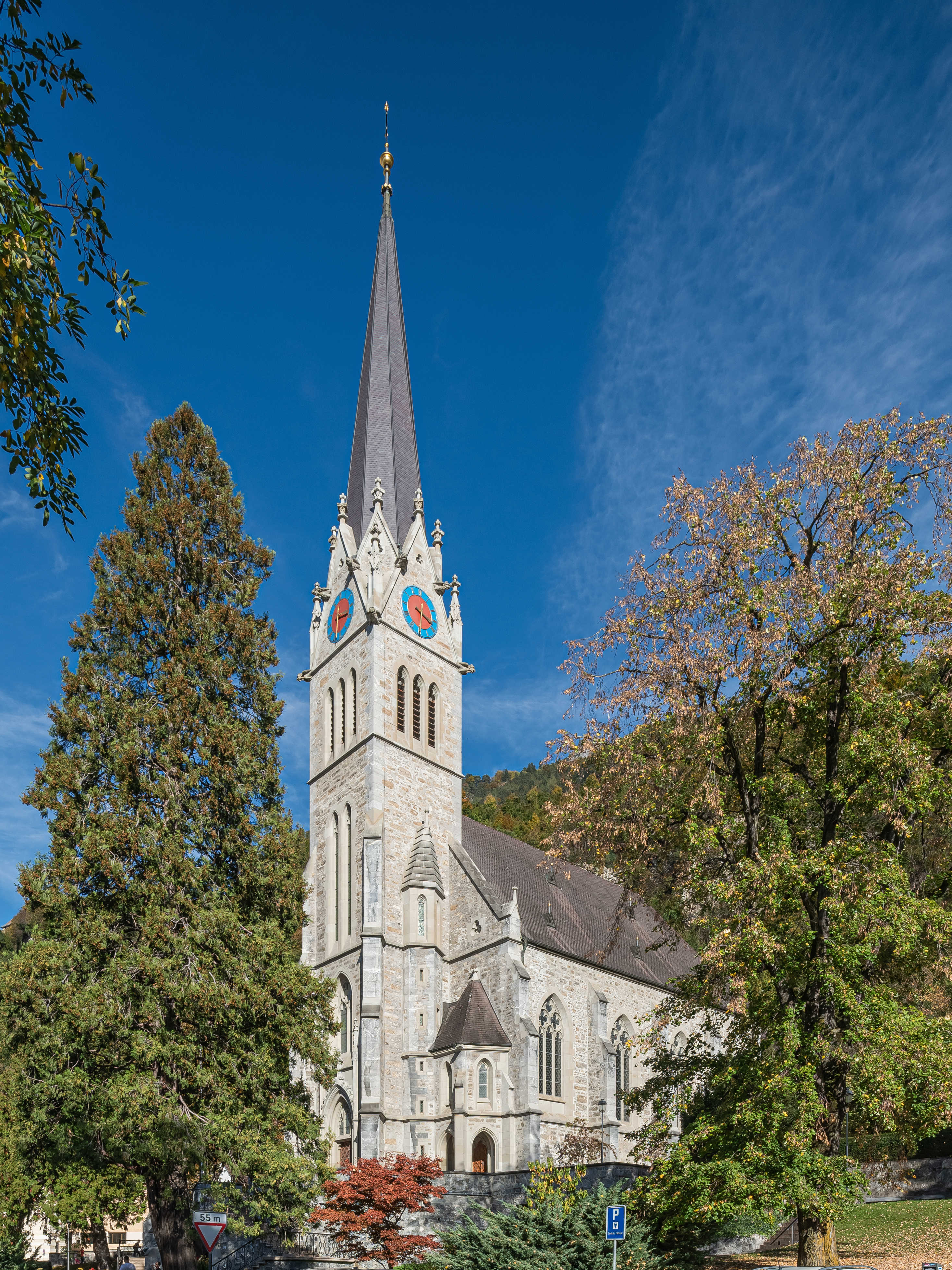
Katedrála svatého Florina

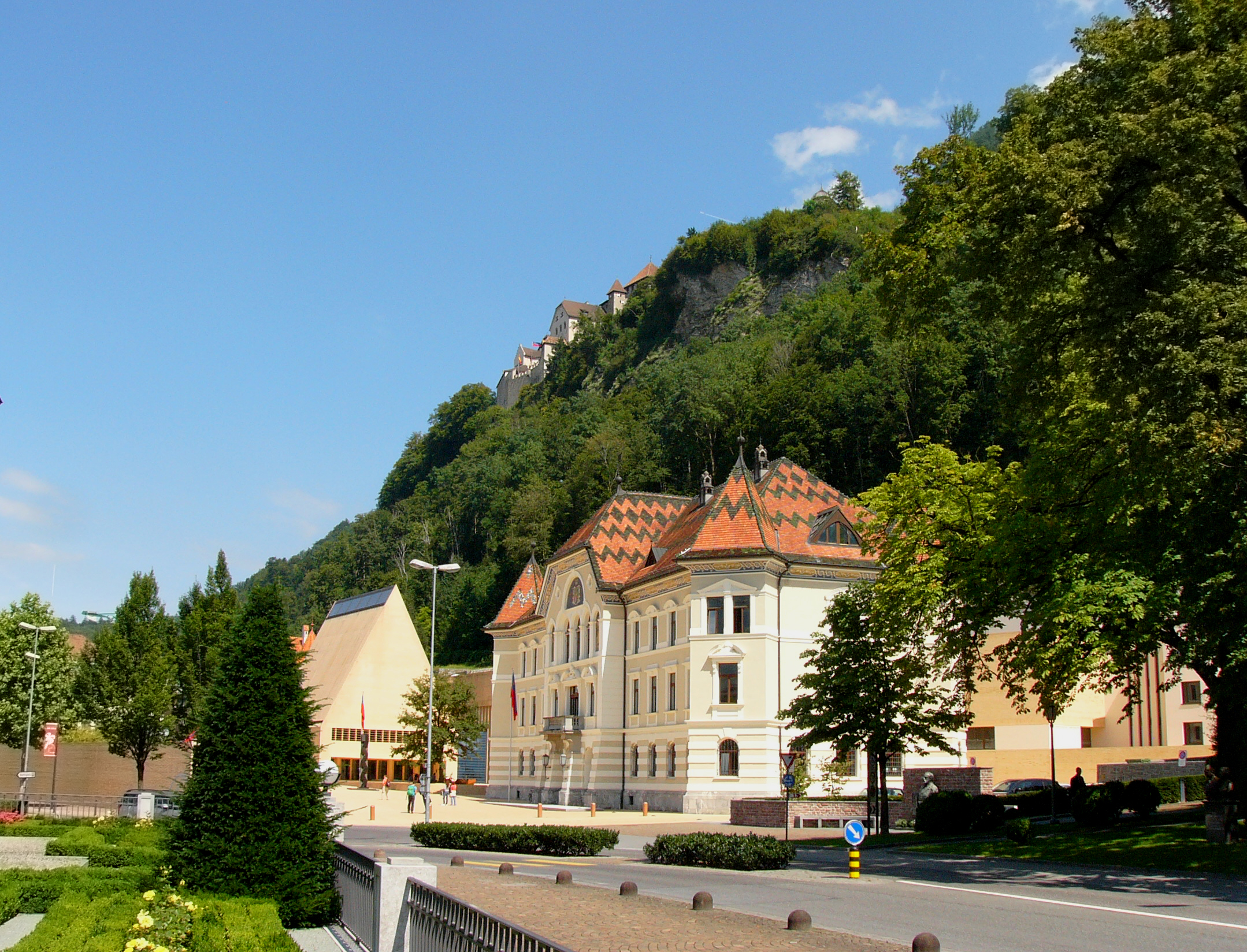
Budova zemského sněmu v centru města, na skalním ostrohu je knížecí hrad

Vaduz se připomíná k roku 1150. Stal se sídlem stejnojmenného hrabství založeného roku 1342. V roce 1499 byl vaduzský hrad dobyt a vypleněn Švýcary. Od počátku 18. století je v rukou rodu Lichtenštejnů. Roku 1719 bylo Lichtenštejnsko povýšeno na říšské knížectví s Vaduzem jako hlavním městem. Lichtenštejnská knížecí rodina zde však sídlí teprve od roku 1938 (do té doby žila převážně ve Vídni či na Moravě).
Město se vzhledově příliš neliší od jiných historických měst, která se nachází v údolích rakouských a švýcarských Alp. Tytéž úzké uličky a malebná náměstíčka, domy z bílého kamene. Veškerý život města je soustředěn na pěší zóně hlavní ulice, která půlkruhem obemyká skálu s hradem. Nachází se zde katedrála, radnice, úřady, banka, muzea i obchody.
Sídlem všech státních institucí (od vlády přes zemský sněm až po dopravní inspektorát) je tříposchoďová budova v centru města, nad níž vlaje vlajka Lichtenštejnska. Město je též sídlem vaduzské arcidiecéze lichtenštejnské římskokatolické církve v čele s arcibiskupem Mons. Wolfgangem Haasem a katedrálním chrámem svatého Florina.

## Kultura a umění
- The Liechtenstein Princely Collections je galerie obrazů, soch a uměleckořemeslných děl, která náleží knížecí rodině. Je v ní shromážděno kolem 1000 pláten světoznámých malířů (patří k největším soukromým sbírkám na světě) – Rembrandta, van Dycka, Rubense, Brueghela a především Leonarda da Vinci ad. Kromě stálé expozice v Lichtenštejnském paláci ve Vídni a na různých příležitostných výstavách je v privátních prostorách knížecích rezidencí nebo v trezorech banky LGT a svou stálou prezentaci ve Vadúzu nemá.[3]
- Liechtenstein Kunstmuseum – zde se konají výběrové tematické a výroční výstavy knížecí sbírky, ve stálé expozici je vystaveno převážně moderní umění ze státní sbírky.
- Liechtenstein Nationalmuseum (Lichtenštejnské zemské muzeum ve dvou poschodích staré budovy je instalována expozice archeologie (od pravěku po raný novověk), starého umění (včetně soch, chrámového pokladu a velikonočního závěsu před oltář (tzv. Fastentuch, cca 3 × 3 metry) z roku 1612, etnografická sbírka, a sbírky přírodovědecké. Cenná je kolekce gotického a barokního řezbářství, numismatika a sbírka zbraní.
  - Schatzkammer (klenotnice) je pobočka téhož muzea vzdálená asi 200 metrů, tvoří ji jedna opancéřovaná trezorová místnost, v níž se vystavuje kolem 120 artefaktů, mj. replika zlaté manýristické knížecí koruny (originál vznikl roku 1626), věčný kalendář z dílny pražského konstruktéra časoměrných a geodetických přístrojů Erasma Habermehla, 2 zbraně, 3 řezby ze slonoviny, nádobí, veduty Vaduzu z 19. století, drobný kamének z Měsíce (přivezený americkými astronauty a darovaný státu prezidentem Nixonem), a sbírka asi 100 velikonočních vajec z ruského zlatnického závodu Karla Fabergého.
- Poštovní úřad a Poštovní muzeum – byly založeny v roce 1930. Ve vitrínách je zdokumentována historie filatelie lichtenštejnské i světové – od první poštovní známky až po poslední vydané emise..
- Landesbibliothek: zemská knihovna, zde jsou uloženy mj. knihy vydané v Lichtenštejnsku.
- Landesarchiv: archivní dokumenty k dějinám knížectví a k dějinám regionu.

## Hospodářství
Vaduz je také průmyslovým centrem knížectví, převažuje průmysl textilní a strojírenský. Vzhledem k výhodným daňovým podmínkám v Lichtenštejnsku je také (alespoň formálním) sídlem mnoha zahraničních firem.

## Osobnosti města
- Josef Gabriel Rheinberger (1839 – 1901), hudební skladatel a pedagog, má pamětní desku vedle katedrály
- Stephanie Vogtová (* 1990), tenistka